# Harald Evers
Harald Gustaf Evers, född 18 juni 1880 i Eslöv, död 14 maj 1969 i Malmö, var en svensk företagsledare.  
Evers som var son till byggmästare Per Petersson och Maria Öhrström, var ingenjör hos entreprenörföretag 1900–1916, verkställande direktör för AB Armerad Betong 1916–1951, styrelseordförande 1951–1961 och verkställande direktör i AB Fabriksskorsten 1916–1954. Han innehade flera kommunala uppdrag, bland annat som ordförande i Malmö stads polisnämnd 1928–1953. Han var ordförande i Skånska Ingenjörsklubben 1924–1928 och vice ordförande i Kungliga Automobilklubbens södra avdelning 1932–1947 (styrelseledamot 1927). Han var styrelseledamot i Sveriges riksbanks Malmöavdelning och i ett flertal företag samt stiftare av Malmö Rotaryklubb.